# گسین بکر
گسین بکر (انگلیسی: Gesine Becker؛ ۱۶ آوریل ۱۸۸۸ – ۹ دسامبر ۱۹۶۸) یک سیاست‌مدار اهل آلمان بود. او از اعضای حزب سوسیال دموکرات آلمان(SPD) می‌باشد. در دوره نازی‌ها او در آلمان باقی ماند اما به نظر می‌رسد از لحاظ سیاسی فعال بوده است. او پس از جنگ از اعضای اولیه از حزب سوسیالیست متحد جدید (Sozialistische Einheitspartei Deutschlands / SED) بود که پس از سال ۱۹۴۹ حزب حاکم جمهوری دموکراتیک آلمان (آلمان شرق) شد، اما هرگز در هر موقعیت از نفوذ در درون حزب استفاده نمود.